# What Now My Love
What now my love – znana amerykańska piosenka napisana w 1961 roku. Utwór powstał na bazie francuskiej kompozycji Et Maintenant napisanej przez Gilberta Bécaud (muzyka) i Pierre'a Delanoë. Angielskie słowa napisał Carl Sigman.

## Covery
- Herb Alpert
- Shirley Bassey
- Gilbert Bécaud
- Max Bygraves
- Lana Cantrell
- Petula Clark
- Ray Conniff
- Vic Damone
- Sammy Davis Jr.
- Oliver Dragojević
- Duane Eddy
- Agnetha Fältskog
- Connie Francis
- Judy Garland
- Don Gibson
- Jackie Gleason
- Robert Goulet
- Earl Grant
- Buddy Greco
- Engelbert Humperdinck
- Patricia Kaas
- Ben E. King
- André Kostelanetz
- James Last
- Steve Lawrence
- Vicky Leandros
- Brenda Lee
- Liberace
- Norman Luboff Choir
- Helmut Lotti
- Marco, la voz del rock and roll en Colombia
- Al Martino
- Johnny Mathis
- Nana Mouskouri
- Jim Nabors
- Willie Nelson
- Anthony Newley
- Wayne Newton
- NOFX
- Roy Orbison
- Frank Oz
- Elvis Presley
- Lou Rawls
- Della Reese
- Righteous Brothers
- Edmundo Ros
- Sandie Shaw
- Frank Sinatra
- Sonny & Cher
- Javier Solis
- Barbra Streisand
- The Supremes
- The Temptations
- Caterina Valente
- Dana Valery
- Sarah Vaughan
- Violetta Villas
- Dionne Warwick
- Andy Williams